# Parádi Ferenc (közgazdász)
Ifj. Parádi Ferenc (Dés, 1906. december 25. – Kolozsvár, 1993. január 12.) erdélyi magyar publicista, közgazdász, szerkesztő, gyógyszerész. Id. Parádi Ferenc fia, Parádi Kálmán testvére.

## Életútja
Középiskoláit szülővárosában, Nagyszalontán és Sepsiszentgyörgyön végezte; Désen érettségizett (1924). A kolozsvári I. Ferdinánd Egyetemen jogot végzett (1934); államtudományi doktorátust szerzett (1936). 1924–36 között különböző kolozsvári gyógyszertárakban gyakornok, majd szakvizsgázott gyógyszerész. 1930–34 között az Ellenzék terjesztő-munkatársa, a Minerva Nyomda Rt. bel- és külföldi terjesztője. 1939–41-ben az Erdélyi Kárpát-egyesület lapjának, az Erdélynek felelős szerkesztője; 1941-ben a Magyar Népet is jegyzi felelős szerkesztőként. 1941–48 között a kolozsvári bíróságon jegyző, később ítélőbíró. 1948-tól újból gyógyszerész; 1978-ban bekövetkezett nyugdíjazásáig dolgozik a kolozsvári Gyógyszerészeti Központban.

## Munkássága
Első tudósítása a vicei tűzvészről az Ellenzékben jelent meg (1931. augusztus 8.). Rendszeresen közölt az Ellenzékben, a Keleti Újságban, az Erdélyben; cikkei jelentek meg az Erdélyi Fiatalokban (1935–39), az Erdélyi Figyelőben (1937), az Ifjú Erdélyben (1938), a Hitelben (1939); főmunkatársa volt a dési Egyházi Közéletnek (1933); kapcsolatban állt az Arbezo és az El Scol című breton folyóiratokkal is (1929–39), amelyekben cikkei jelentek meg. Népkönyvtáraink helyzete című elemző tanulmányát (Hitel 1939/2; kőlenyomat Kolozsvár 1939) nem csak a magyar, de a román sajtó is figyelemre méltatta (Keleti Újság 1939/292; Tribuna 1940/41). Szerkesztette az Új Cimbora bélyegrovatát (1938-40); összeállította a Minerva Gazdasági Könyvjegyzékét (Kolozsvár 1938) és Irodalmi Könyvjegyzékét (Kolozsvár 1939), az Erdélyi Magyar Naptár 1939. és 1940. évi kötetei számára az országban tartott állatnagyvásárok, kirakó- és hetivásárok jegyzékét; Kelemen Lajos, Szopos Sándor, Szabó T. Attila támogatásával és közreműködésével népművészeti kiállítások sorát szervezte Désen és környékén (1933).